# Partit Pirata (Espanya)
|  | Per a altres significats, vegeu «Partit Pirata (desambiguació)». |

El Partit Pirata (Partido Pirata, PIRATA) va estar inscrit en el Registre de Partits Polítics del Ministeri de l'Interior d'Espanya des del 6 de desembre de 2006 fins al 28 de juny de 2022. Era un partit polític centrat en temes relacionats amb les noves tecnologies, la xarxa i la defensa de les llibertats civils al món digital. Guardava estreta relació amb la resta de partits del mateix nom creats en altres països a partir de la fundació del primer Partit Pirata a Suècia i hi compartia gran part de la seva filosofia.
Un dels cofundadors i el primer líder de la formació des del 2006 al 2010 fou Carlos de la Cruz Ayala Vargas (Esplugues de Llobregat, 2 d'abril de 1980). El 2010 l'assemblea del partit va escollir Ángel Vázquez Hernández com a president, un càrrec que des del 2011 va ostentar Ultano Peña Jaquete.

## Ideologia
El Partit Pirata feia atenció especial a la defensa dels drets i llibertats dels ciutadans, tant dins com fora d'Internet, on proposaven una reforma de la LSSI, la creació d'una legislació adequada per al RFID, l'accessibilitat de la cultura, la consideració d'Internet com un servei bàsic i neutral, l'ús de programari lliure en l'administració, suprimir qualsevol cànon sobre Internet i els mitjans digitals, i evitar els monopolis privats, les patents de programari i la censura en Internet.